# San Francisco Chapulapa
San Francisco Chapulapa es una localidad del estado mexicano de Oaxaca. Es cabecera del municipio de San Francisco Chapulapa.

## Demografía
| Censo | Población (2020) |
| ----- | ---------------- |
| 1900  | 627              |
| 1910  | 426              |
| 1921  | 599              |
| 1930  | 898              |
| 1940  | 678              |
| 1950  | 546              |
| 1960  | 655              |
| 1970  | 470              |
| 1980  | 497              |
| 1990  | 340              |
| 1995  | 268              |
| 2000  | 255              |
| 2005  | 253              |
| 2010  | 292              |
| 2020  | 348              |